# Ivan Asen II của Bulgaria
Ivan Asen II (tiếng Bulgaria:Иван Aceн II) là Sa hoàng của Bulgaria từ năm 1218 đến 1241, trong thời kì Đế quốc Bulgaria thứ nhì.
Ông là con của Ivan Asen I của Bulgaria và Elena (còn có tên là Evgenija). Elena (chết năm 1235) được tin là con gái của Stefan Nemanja xứ Serbia. Phụ hoàng của Ivan Asen II là một trong những người sáng lập ra Nhà Asen cũng như Đế quốc Bulgaria thứ nhì. Dưới quyền Ivan Asen II, đế quốc này trở thành một cường quốc ở vùng Balkan trong một thập kỷ, 1230-1241.